# Wave the Swallow
Wave the Swallow een paarse antropomorfe zwaluw, en een personage in de Sonic the Hedgehog-mediafranchise. Haar kennis over Extreme Gear-machines overtreft zelfs die van Tails en Eggman. Ze bespot haar tegenstanders en is een rivaal van Tails in Sonic Riders, Sonic Riders: Zero Gravity en Sonic Free Riders.

## In de spellen
Wave doet in weinig spellen mee. Haar debuut was in Sonic Riders. Daarna maakte ze een cameo als een kaart in Sonic Rivals. Ze maakte ook een cameo in Sonic and the Secret Rings. Daarna keerde Wave weer terug als een speelbaar personage in Sonic Riders: Zero Gravity. Ze is een sticker in Super Smash Bros. Brawl. Ze zal ook speelbaar zijn in Sonic Free Riders.